# Jordi XI de Kartli
Jordi XI de Kartli (Shah Nawaz Khan III), nascut després de 1648, segon fill de Vakhtang V de Kartli i de Rwadam, fou tres vegades rei de Kartli.
Va rebre el títol de Gurgín Khan de Sulayman I, el xa de Pèrsia abans de pujar al tron. Designat regent durant l'absència del pare, que estava a Pèrsia, període en què va rebre el títol de Shah Nawaz Khan el 10 de gener de 1676. Va succeir al seu pare el setembre de 1676 per decisió del xa. Irakli, el fill gran i hereu del difunt rei Vakhtang V, que era a Kakhètia, l'abandona i marxa cap a Imerècia i així el tron de Kartli va passar a Jordi XI, que era de religió musulmana i que regnà sota el nom de Shah Navaz III.
Però havent conspirat per revoltar-se i apoderar-se de la Kakhètia (1688) fou deposat i nomenat al seu lloc el seu germà gran Irakli (Nazar Ali Khan), que finalment havia accedit a convertir-se a l'islam.
Poc temps després els nobles es revoltaren i van cridar a Jordi XI que havia fugit a Ratxa junt amb el seu germà Artxil (1691). Jordi va fer submissió al xa i el van nomenar altre cop com a rei, però va ser deposat el 1695.
En esclatar la guerra entre la noblesa partidària d'un i altre, que va durar del 1691 al juliol del 1703 quan ambdós van decidir sotmetre's al que digués el xa, que va nomenar Jordi XI com a rei i a Irakli com a cap de l'exèrcit persa (kularaghassi) per lluitar a l'Afganistan. El fill gran d'Irakli fou enviat com a rei de Kakhètia. I Vakhtang (fill de Levan) nebot de Jordi XI, fou nomenat governador (djanichine, literalment substitut) de Kartli i després rei.
Va ser governador de Kerman del 1699 al 1703, i de Kandahar del 1703 al 1709, i Sipahsalar a l'exèrcit persa 1699 a 1709.
Es va casar dues vegades, la primera amb Tamara Davitishvili (+1683) i la segona amb Khwarashan Mekeliadze (+ 1695).
Fou assassinat per Mir Wais Ghalzai, prop de Kandahar, el 23 d'abril del 1709.